# Fikšinci
Fikšinci este o localitate din comuna Rogašovci, Slovenia, cu o populație de 184 de locuitori.